# Louis-Jean-François Lagrenée
Louis-Jean-François Lagrenée (numit Lagrenée l'aîné, Lagrenée cel bătrân; n. 21 ianuarie 1725, Paris, Regatul Franței – d. 19 iunie 1805, Paris, Primul Imperiu Francez) a fost un pictor francez în stil rococo și elev al lui Carle van Loo⁠(d). A câștigat Grand Prix de Rome pentru pictură în 1749 și a fost ales membru al Académie royale de peinture et de sculpture⁠(d) în 1755. Fratele său mai mic Jean-Jacques Lagrenée⁠(d) (numit Lagrenée le jeune, Lagrenée cel mai tânăr) a fost și el pictor.

## Biografie

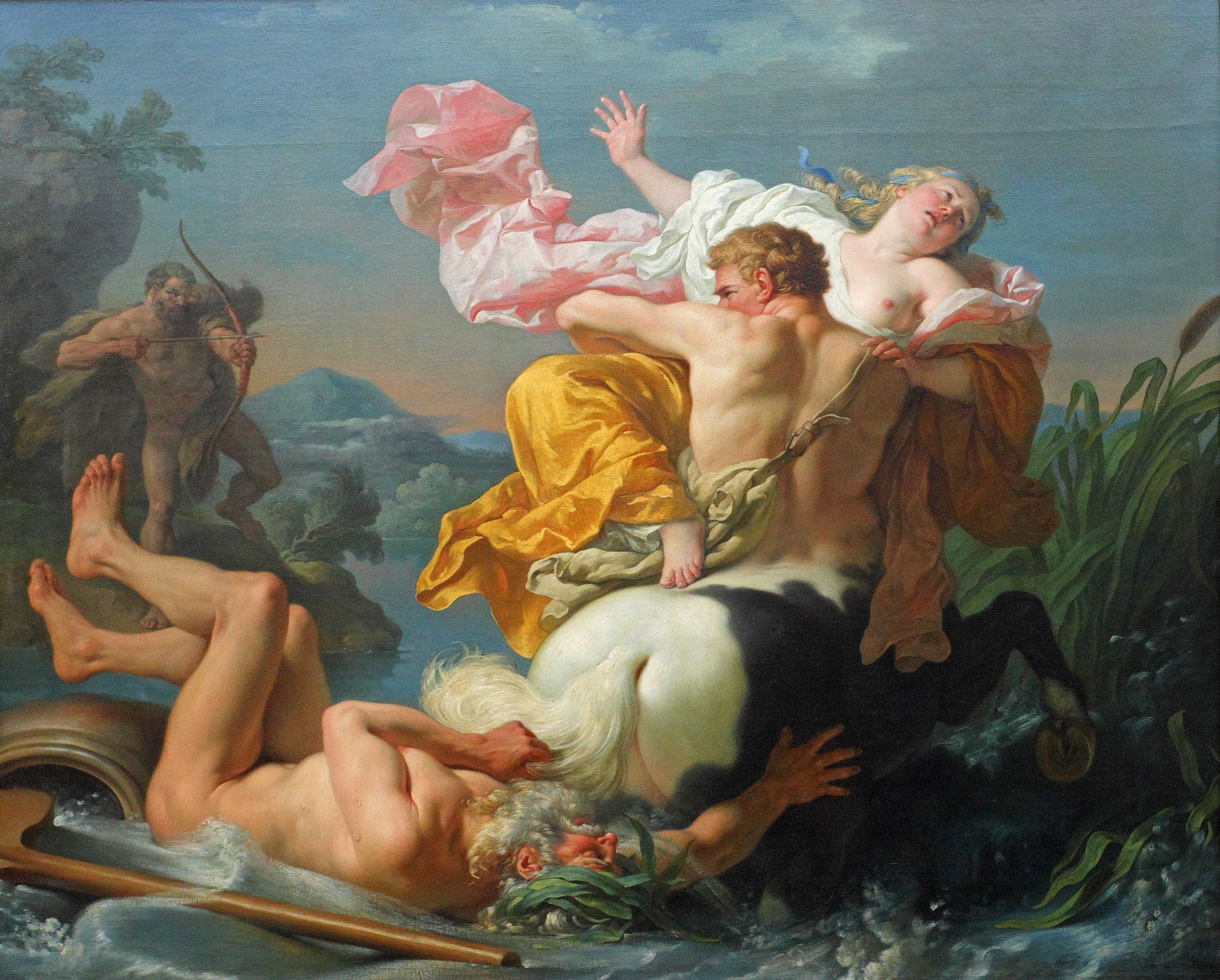
Răpirea Deianirei de către centaurul Nessus (1755).

S-a născut la Paris la 30 decembrie 1724 și, de la o vârstă fragedă, a dat dovadă de talent în desen și pictură. În timpul tinereții sale, maeștrii pictori membri ai Academiei Regale Franceze⁠(d) au oferit un program continuu de cursuri, deschise publicului (contra unei taxe modice), de desen natural și de principii și tehnicile artei. Aceste cursuri le-au oferit membrilor academiei șansa de a identifica și educa șase dintre cei mai talentați tineri studenți dintr-un anumit an și de a le oferi un loc într-un program cunoscut sub numele de École royale des élèves protégés, un program care oferea școlarizare gratuită cu o mică remunerație pentru trei ani, pregătirea studenților pentru competițiile Prix de Rome. După ce a fost selectat și a finalizat acest program de trei ani, sub tutela lui Carle van Loo⁠(d), a câștigat Grande Pix de Rome la prima sa încercare în 1749, cu pictura Iosif interpretând visele faraonului (acum pierdut).
În calitate de student la Academia Franceză din Roma, a dezvoltat o „fixare formativă, deși juvenilă, pentru pictura barocă”. Mai presus de toate, a fost inspirat de Școala Bologneză, în special de opera lui Guido Reni (1575–1642) și Francesco Albani (1578–1660). Mai târziu în cariera sa, el a dobândit epitetul „Albani francez” ( l'Albane Francais ).
După ce s-a întors de la Roma în 1753, a început să lucreze la o pictură de mari dimensiuni - Răpirea Deianirei de către centaurul Nessus (Musée du Louvre ) - care, atunci când a fost terminată în 1755, a fost lucrarea de recepție care i-a adus calitatea de membru al Academiei Regale, cu unanimitate de voturi. În acest moment, era deja considerat o celebritate.
Luni, 10 iulie 1758, la vârsta de 33 de ani, s-a căsătorit cu Anne-Agathe Isnard, în vârstă de 16 ani. Cincizeci și cinci de ani mai târziu, la 19 iunie 1805, certificatul său de deces a consemnat că ei erau încă căsătoriți.

### Cariera ulterioară
Cariera sa a înflorit la Paris, prin îndeplinirea mai multor comenzi pentru patroni eminenți și membri ai unei noi comunități financiare înfloritoare, precum și prin înscrierea regulată la expozițiile Salonului⁠(d) din Paris. Reputația sa a atras atenția Elisabetei Petrovna, împărăteasa Rusiei, care, în 1760, l-a numit director al Academiei Imperiale de Arte și pictor principal al curții sale. După numai doi ani petrecuți în Rusia, s-a întors la Paris pentru a prelua funcția de profesor-rector la Academia Regală.

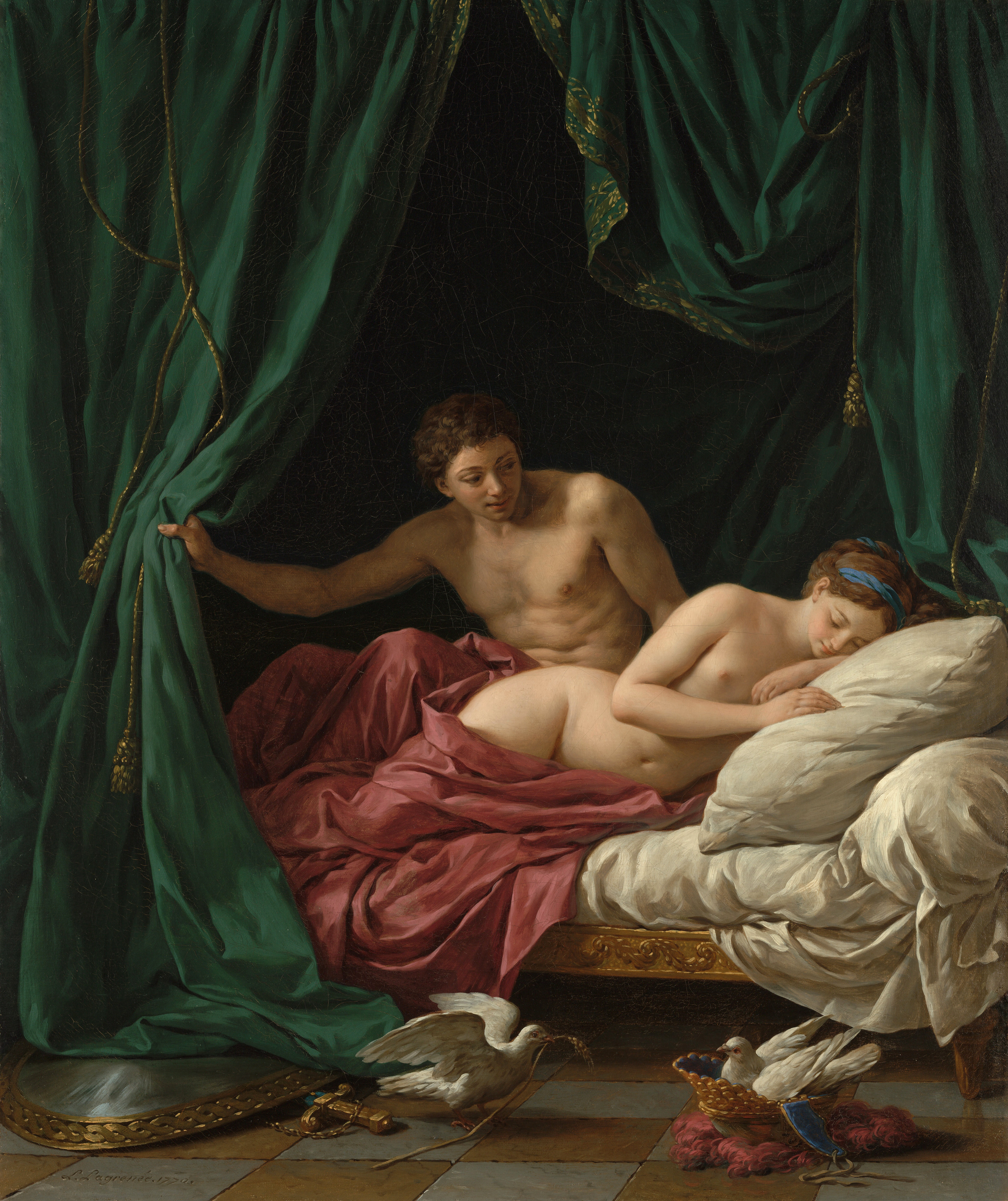
Marte și Venus; o alegorie a păcii (1770).

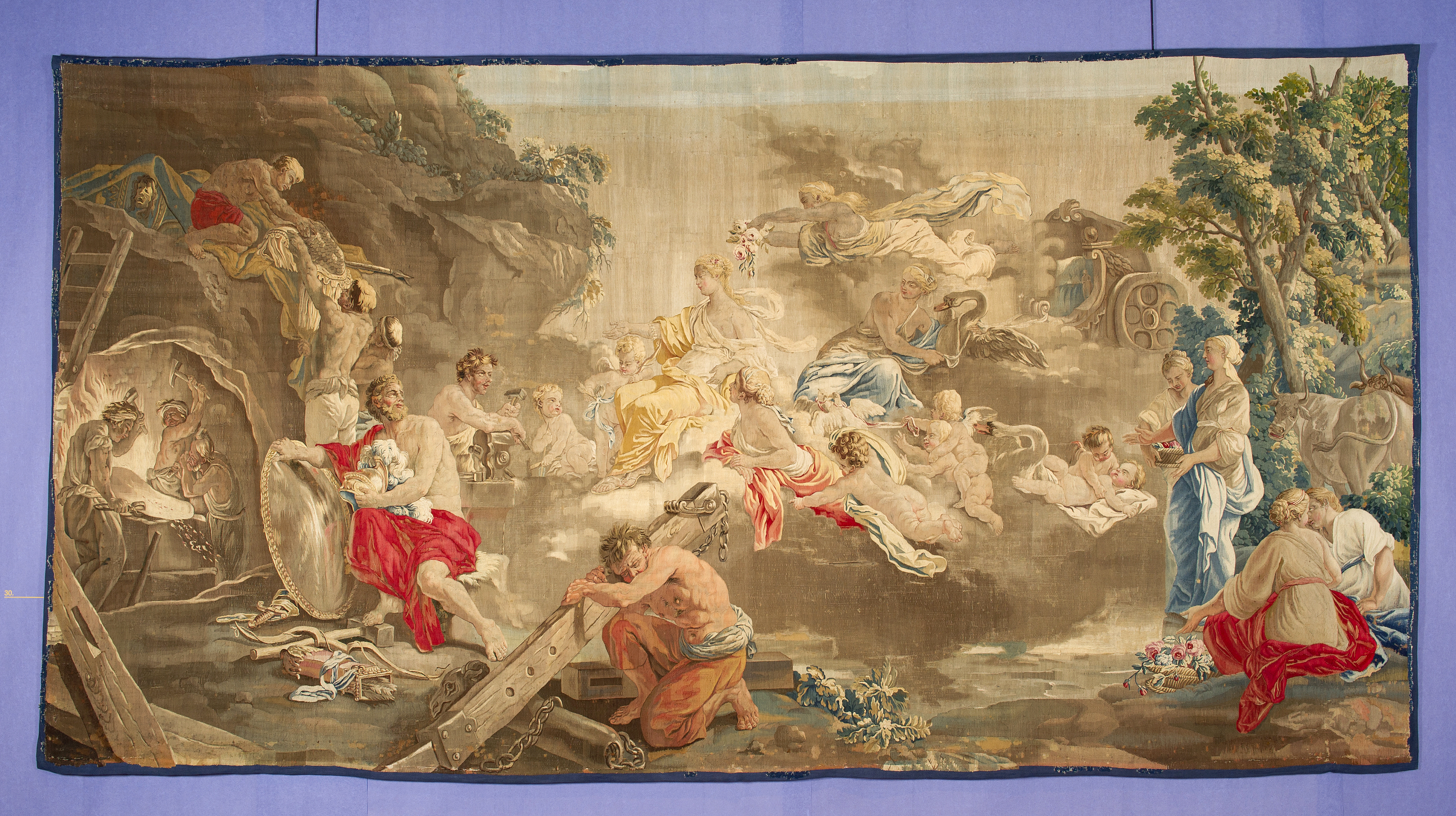
Vénus aux Forges (c. 1760), Tapiserie

Între 1781 și 1787, în calitate de director al Academiei Franceze, a locuit la Vila Medici din Roma. După o ultimă întoarcere la Paris, a fost numit curator onorific și director (administrativ) al Muzeului Luvru. A fost numit Cavaler al Legiunii de Onoare la 15 iulie 1804 de către Napoleon I. A murit în anul următor.

## Lucrări în colecții publice (neexhaustiv)

### Picturi
- Paris, Muzeul Luvru: L'Enlèvement de Déjanire par le centaure Nessus (1755), Mercure, Aglaure et Hersé (1767), Psyché surprend l'Amour endormi (1768), La Mort de la Femme de Darius (1785), L'Amour des Arts console la Peinture des écrits ridicules et envenimés de ses ennemis
- Stockholm, Muzeul Național: Mars et Vénus surprise par Vulcain (1768)
- Muzeul Național al Castelelor din Versailles și Trianon: La Moisson - Cérès et l'Agriculture (aprox. 1770)
- Los Angeles, Centrul Getty: Vénus et Mars, une allégorie de la Paix (1770)
- Muzeul de arte frumoase din Quimper⁠(d): Esther et Assuérus (1775–1780)
- [[{{{2}}}|Muzeul de arte decorative din Paris]]⁠(fr)[traduceți]: Jupiter transformé en taureau enlève Europe, Thétys reçoit Apollon
- Institutul de Arte din Detroit: Pygmalion și Galatea (1781)
- Palatul Fontainebleau: Moartea Delfinului, înconjurat de familia sa (1765)
- Catedrala din Lyon, Sfântul Ioan Evanghelistul de pe insula Patmos (1758)

## Galerie

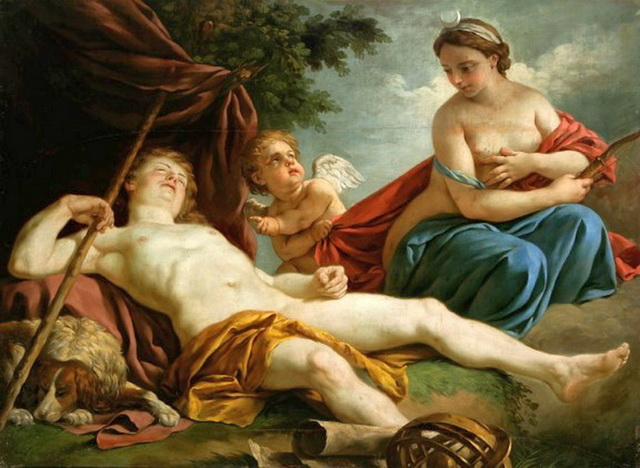
Diana și Endimion (1776)
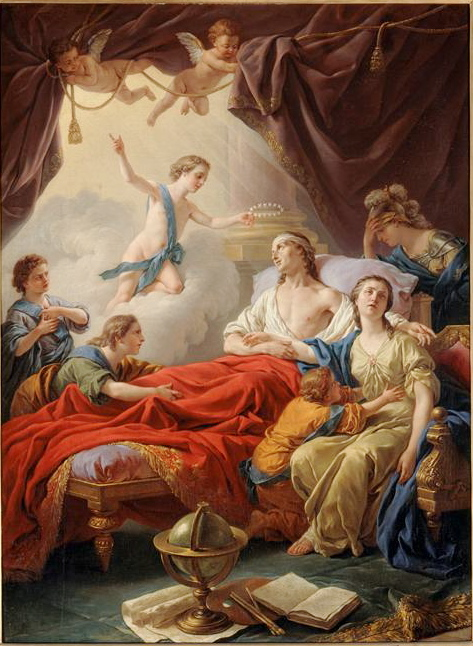
Moartea Delfinului (1765)
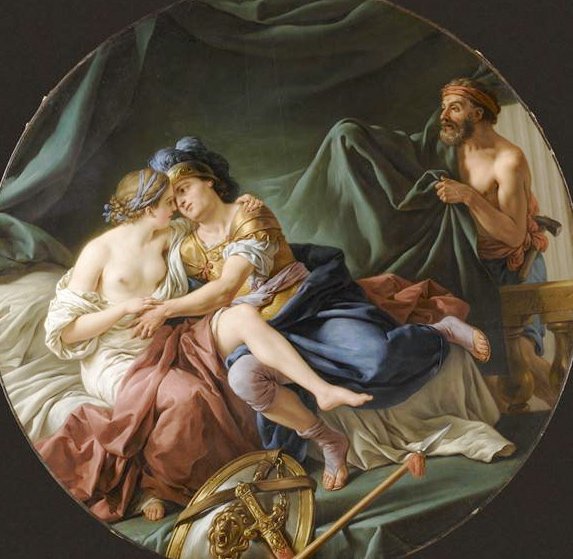
Marte și Venus surprinse de Vulcan (1768)
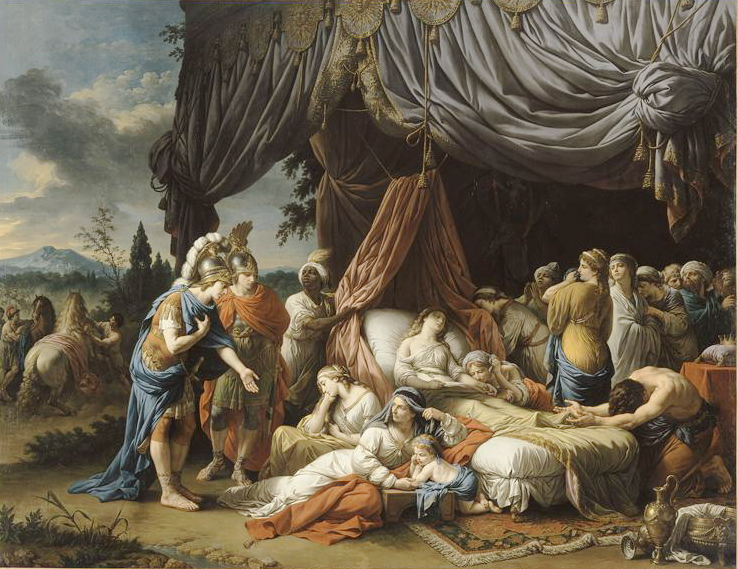
Moartea soției lui Darius (1785)
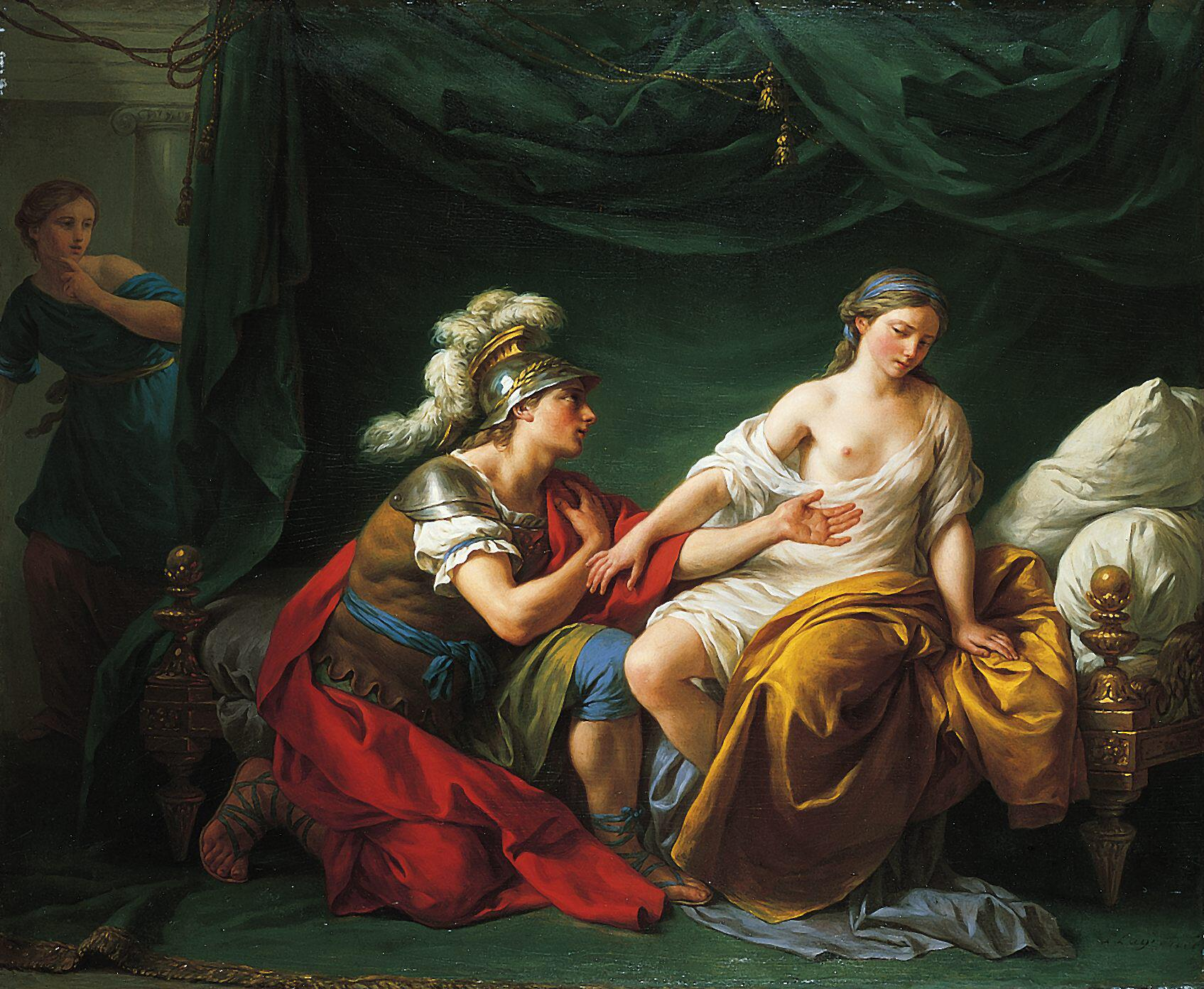
Alcibiade în genunchi în fața stăpânei sale (c. 1781)
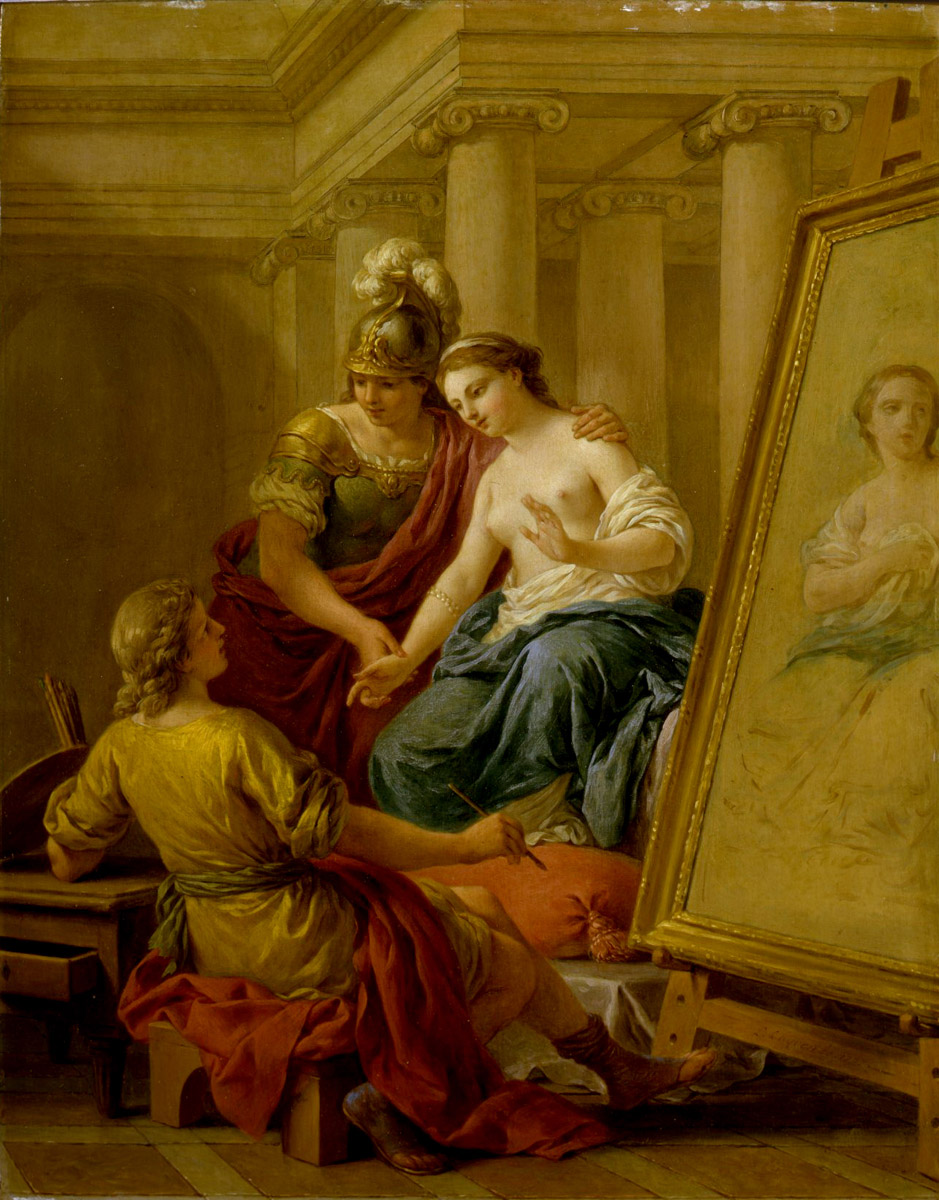
Apelles se îndrăgostește de Campaspe; Iubitul lui Alexandru cel Mare (1772)
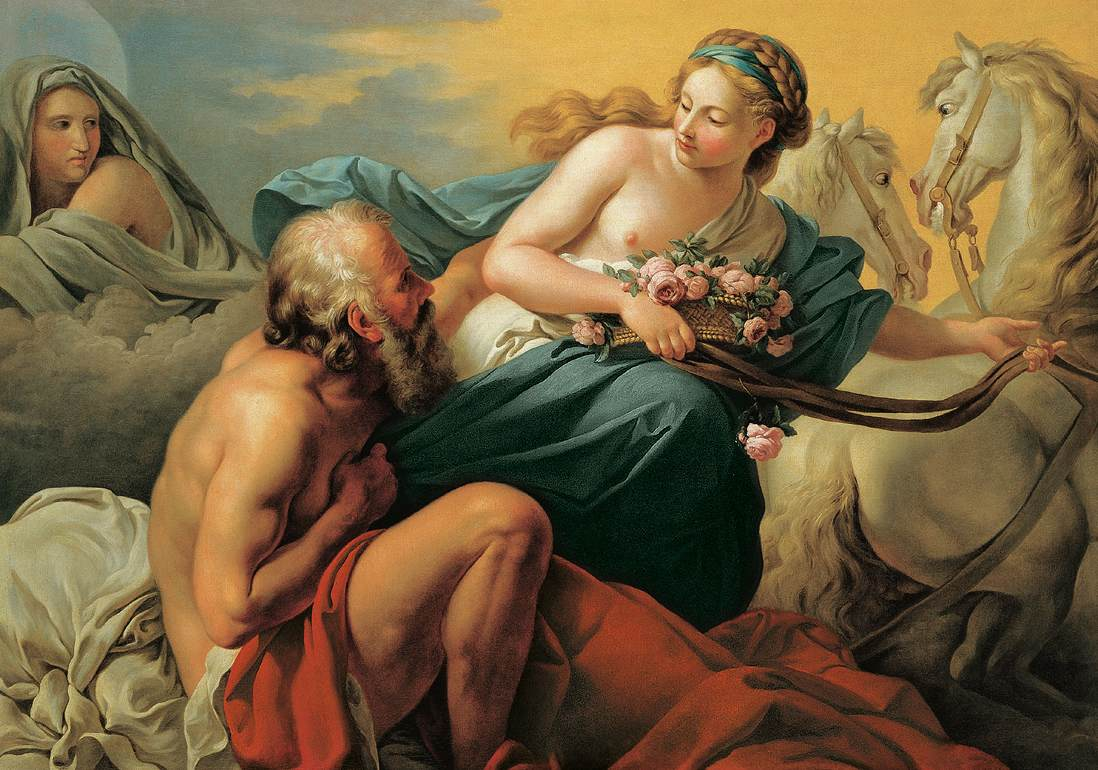
Ascensiunea Aurorei (1763)

## Studenți de seamă
- Antoine-Denis Chaudet⁠(d) (1763–1810)
- Lagrenée le Jeune (cel tânăr)⁠(d) (fratele său)
- Pierre Peyron⁠(d) (1744–1814)